# Erin Cleaver
Erin Cleaver (6 de febrero de 2000) es una atleta paralímpica australiana con parálisis cerebral. Ella representó a Australia en los Juegos Paralímpicos de Río de Janeiro 2016 en el atletismo.

## Vida personal
Cleaver nació el 6 de febrero de 2000 en Tamworth, Nueva Gales del Sur. Nació con parálisis cerebral y hemiplejía del lado derecho, que afecta el movimiento de su brazo y pierna derechos. Su familia se mudó a Newcastle, Nueva Gales del Sur. Asistió a Hunter Sports High School.

## Atletismo
Cleaver comenzó a practicar el atletismo mientras estaba en la escuela primaria en Barraba, Nueva Gales del Sur. En 2010, comenzó a practicar el atletismo con una discapacidad y fue clasificada como atleta T 38. En los Campeonatos Mundiales de Atletismo del IPC de 2015 en Doha, Cleaver compitió en tres eventos. Terminó quinta en los 100 metros femeninos T38, cuarta en el salto de longitud femenino T38, y compitió en el relevo femenino de 4 x 100 metros (T35-38) donde su equipo fue descalificado por un cambio de testigo fuera de la zona de toma de posesión.
En 2015, fue premiada con el Desempeño Individual Sobresaliente por un atleta de la Academia en los Premios de la Academia de Deportes Hunter de 2015.
En los Juegos Paralímpicos de Río de Janeiro 2016, Cleaver compitió en la prueba de salto de longitud T38, donde quedó en quinto lugar. También compitió en el relevo T35-38 4 × 100 metros en un equipo con Brianna Coop, Jodi Elkington-Jones, Isis Holt, Torita Isaac y Ella Pardy donde se colocaron en tercer lugar en la general.
En los Campeonatos Mundiales de Atletismo Paralímpico de 2017 en Londres, ganó la medalla de plata en el salto de longitud T38 con un salto de 4,61m y terminó séptima en los 100 m T38.